# قشلاق قنبرلوی علیا
قشلاق قنبرلوی علیا یک منطقهٔ مسکونی در ایران است که در دهستان قشلاق غربی واقع شده‌است. قشلاق قنبرلوی علیا ۹۵ نفر جمعیت دارد.